# Konstantin Tjukavin
Konstantin Aleksandrovič Tjukavin (in russo Константин Александрович Тюкавин?; Kotlas, 22 giugno 2002) è un calciatore russo, attaccante della Dinamo Mosca.

## Biografia
Nato a Kotlas, ma cresciuto nella città di Arcangelo, è figlio di Alexander Tjukavin, giocatore di hockey su ghiaccio molto famoso in patria per i suoi numerosi successi nei campionati di club e con la nazionale russa.

## Caratteristiche tecniche
È un centravanti, che abbina a delle buone doti da rifinitore una notevole rapidità ed intelligenza tattica, che compensano un'incisività migliorabile sotto rete.

## Carriera

### Club
All'età di sette anni, Tjukavin entra a far parte del settore giovanile della Dinamo Mosca, poco dopo essersi trasferito con la famiglia nella capitale per raggiungere il padre, che era stato appena ingaggiato dall'omonima squadra di hockey su ghiaccio. Dopo essersi fatto strada fra le squadre giovanili dei bianco-blu (vincendo anche il campionato nazionale Under-19 nel 2020) e aver giocato con la formazione cadetta, viene aggregato in pianta stabile alla prima squadra dall'allenatore Sandro Schwarz.
Debutta in prima squadra il 1º novembre 2020, giocando l'incontro di Prem'er-Liga vinto 2-1 contro il Tambov. Entrato da sostituto, così come l'altro esordiente Arsen Zacharjan, nell'occasione Tjukavin si procura anche il rigore decisivo (poi trasformato da Nikolaj Komličenko), provocando con un suo tiro un fallo di mano di un difensore avversario. Esattamente una settimana più tardi, gioca la sua prima gara da titolare contro i rivali della Lokomotiv.
Il 20 febbraio 2021, Tjukavin segna il suo primo gol per la Dinamo durante una partita di coppa nazionale, vinta per 2-0, contro lo Spartak. Il 18 marzo seguente, invece, dopo essere entrato al 55º minuto della partita di campionato contro il Krasnodar, segna due dei gol (compreso quello decisivo) che consentono alla sua squadra di ribaltare il risultato da 2-0 a 2-3. Poi, continua la sua striscia positiva il 3 aprile, segnando una rete e propiziandone altre due nel 4-0 inferto all'Ufa, e l'11 aprile, realizzando entrambi gli assist per i gol della sua squadra nel 2-2 contro l'Ural.
Al termine della stagione 2020-2021, Tjukavin rinnova il suo contratto con la Dinamo, prolungandolo fino al 2024.

### Nazionale
Tjukavin ha fatto parte di diverse rappresentative giovanili russe, fra cui l'Under-21: con quest'ultima, nel marzo del 2021 ha anche partecipato all'Europeo di categoria in Slovenia e Ungheria.
Nell'agosto dello stesso anno, ha ricevuto la sua prima convocazione in nazionale maggiore, in vista di alcune partite di qualificazione ai Mondiali del 2022. Il 4 settembre 2021 fa il suo esordio (in occasione di una sfida di qualificazione) nella sfida vinta 0-2 in casa di Cipro.
Il 7 giugno 2024 realizza la sua prima rete in nazionale maggiore nell'amichevole vinta 0-4 in casa della Bielorussia.

## Statistiche
Statistiche aggiornate al 21 novembre 2020.

### Presenze e reti nei club
| Stagione        | Squadra         | Campionato      | Campionato | Campionato | Coppe nazionali | Coppe nazionali | Coppe nazionali | Coppe continentali | Coppe continentali | Coppe continentali | Altre coppe | Altre coppe | Altre coppe | Totale | Totale | Totale |
| Stagione        | Squadra         | Comp            | Pres       | Reti       | Comp            | Pres            | Reti            | Comp               | Pres               | Reti               | Comp        | Pres        | Reti        | Pres   | Reti   |        |
| --------------- | --------------- | --------------- | ---------- | ---------- | --------------- | --------------- | --------------- | ------------------ | ------------------ | ------------------ | ----------- | ----------- | ----------- | ------ | ------ | ------ |
| 2020            | Dinamo-2 Mosca  | 1D              | 10         | 6          |                 | -               | -               |                    | -                  | -                  |             | -           | -           | 10     | 6      |        |
| 2020-2021       | Dinamo Mosca    | PL              | 4          | 0          | CR              | 0               | 0               |                    | -                  | -                  |             | -           | -           | 4      | 0      |        |
| Totale carriera | Totale carriera | Totale carriera | 14         | 6          |                 | 0               | 0               |                    | -                  | -                  |             | -           | -           | 14     | 6      |        |